# Выборы в США (2022)
Вы́боры 2022 го́да в США прошли во вторник, 8 ноября. В этом году на промежуточных выборах были избраны все 435 членов Палаты представителей и 35 из 100 сенаторов. Также были проведены тридцать девять выборов в штатах и территориях — губернаторские и многие другие. Это были первые выборы после переписи населения 2020 года. Республиканская партия получила большинство в Палате представителей, в то время как демократы расширили свое большинство в Сенате.

## Федеральные выборы

### Выборы в Сенат
Будут планово избираться все 34 из ста мест в Сенате, которые принадлежат третьему классу (каждые два года на шестилетний срок переизбирают треть сенаторов, их места делятся на три класса: 33+33+34 места). Для заполнения других вакантных мест Сената будут проведены внеочередные выборы. Победители этих выборов в Сенат США будут приведены к присяге 3 января 2023 года на 118-м Конгрессе США.

#### Внеочередные выборы
В 2022 году состоятся по меньшей мере двое внеочередных выборов для замены сенаторов, подавших в отставку во время 117-го Конгресса:
- Калифорния: действующая сенатор Камала Харрис была избрана вице-президентом Соединенных Штатов и ушла в отставку 18 января 2021 с поста сенатора от Калифорнии, чтобы возглавить Сенат как вице-президент США[1]. Губернатором Гевином Ньюсомом кандидатом на должность сенатора от Калифорнии выдвинут секретарь штата Калифорния Алекс Падилья.
- Оклахома: действующий сенатор Джим Инхоф объявил 24 февраля 2022, что уйдет в отставку из Сената по окончании 117-го Конгресса 3 января 2023 года. Внеочередные выборы сенатора на четыре года, остающиеся от шести лет полномочий Инхофа, состоялись 8 ноября 2022 одновременно с регулярными выборами на место третьего класса, на которое планирует на следующие шесть лет переизбираться второй сенатор от Оклахомы Джеймс Лэнкфорд[2]. Таким образом, от этого штата одновременно будут выбираться оба сенатора, хотя обычно это происходит в разные годы, для этого два места сенаторов каждого штата относят к разным классам.

### Выборы в Палату представителей
Все 435 мест в Палате представителей примут участие в выборах. По состоянию на май 2022 года 49 представителей (31 демократ, 18 республиканцев) объявили об отставке. Должностные лица в этой гонке были определены на выборах в Палату представителей 2020 года и последующих внеочередных выборах. Поскольку эти выборы будут первыми после переписи населения после переписи 2020 года, в нескольких округах может отсутствовать действующий конгрессмен или иметься несколько таковых.

#### Внеочередные выборы
В 2022 году состоятся по меньшей мере шесть внеочередных выборов, чтобы заменить ушедшего в отставку или умершего в должности во время 117-го Конгресса.

## Выборы в штатах

### Губернаторские выборы
Состоялись выборы губернаторов 36 штатов и трёх территорий. На вакантные должности в других штатах и территориях могут быть проведены внеочередные выборы, если этого требует конституция соответствующих штатов и территорий. Поскольку большинство губернаторов прибывают в должности четыре года, последние регулярные выборы на большинство мест, которые выдвигаются на выборы в 2022 году, прошли в 2018 году. Губернаторы Нью-Гэмпшира и Вермонта имеют двухлетний срок, поэтому должностные лица в двух штатах были определены на выборах губернаторов 2020 года.

Партийная принадлежность действующего генерального прокурора США в 2022 году

### Законодательные выборы
В подавляющем большинстве штатов и территорий в 2022 году пройдут парламентские выборы. В Луизиане, Миссисипи, Нью-Джерси и Виргинии не будут проводиться парламентские выборы штатов, поскольку все эти штаты проводят такие выборы в нечетные годы. В штатах, использующих термины в шахматном порядке, некоторые сенаторы штатов не будут баллотироваться. Поскольку эти выборы будут первыми после переписи населения 2020 года, несколько законодательных округов могут не иметь действующего представителя или иметь несколько действующих представителей.